# Margareta B. Kjellin
Eva Margareta Berg Kjellin, känd som Margareta B. Kjellin, född 3 september 1948 i Sundsvall, död 14 februari 2017 i Hälsingtuna distrikt i Gävleborgs län, var en svensk politiker (moderat). Hon var ordinarie riksdagsledamot 2006–2017, invald för Gävleborgs läns valkrets. Berg Kjellin var sjuksköterska och hade arbetat som vårdlärare, och var Moderaternas äldrepolitiska talesperson.
Berg Kjellin valdes till ordförande i Hudiksvalls kommunfullmäktige efter valet 2010. Hon var förbundsordförande för Gävleborgsmoderaterna 2003–2011. Kjellin var gift och bosatt i Hudiksvall.
Hon avled i lungcancer. Hon talade öppet om sin sjukdom för att utgöra ett varnande exempel för unga att inte börja röka. I riksdagen hölls parentation den 22 februari 2017.